# دم درة غبي (بهمئي غرمسيري الشمالي)
دم درة غبي (بالفارسية: دم دره گپی) هي قرية تقع في إيران في قسم بهمئي غرمسیري الشمالي الريفي. يقدر عدد سكانها بـ 0 نسمة بحسب إحصاء 2016.